# Allocosa mascatensis
Allocosa mascatensis är en spindelart som först beskrevs av Simon 1898.  Allocosa mascatensis ingår i släktet Allocosa och familjen vargspindlar.
Artens utbredningsområde är Oman. Inga underarter finns listade i Catalogue of Life.